# 台風一家
『台風一家』（たいふういっか）は、2014年公開(製作年は2010年)の日本映画。監督は奥秀太郎。主演は古田新太。R-15指定作品。

## 概要
冒頭のタイトルテロップでは『台風一家』ではなく、『TYPHOON FAMILY』と表記されている。
鍛冶職人をする男とその家族、及び住み込みの職人見習いの若者との暮らしの中で、徐々に家族関係が壊れていくというドラマ映画。本作では鍛冶の仕事のほか障害者、性、違法薬物などを扱っている。

## あらすじ
鍛冶職人の森国義は、自身の家族である妻・佳子と高校生の長男・かめきち、長女・みさと、それに住み込みの見習い・すけろくの5人で生活している。家の敷地内にある離れでは日々国義が刀鍛冶の仕事をしており、すけろくもそこで寝起きしながら仕事を手伝う。ある日佳子が離れの押し入れを整理して、脳に重い障害があるみさとの新しい部屋にすると言い出し母屋からみさとを連れてくる。一方、数年前に違法薬物に手を出して捕まった事があるすけろくから将来の悩みを聞かされた国義は、彼を迎え入れた当時のことを話して励ます。
受験生のかめきちは勉強の傍ら離れに引っ越したみさとの散歩に付き添い、その様子に佳子は甲斐甲斐しく感じ子供たちを不憫に思う。ある晩、すけろくが寝床でうとうとしていると、みさとの部屋でかめきちが彼女の胸を触っているように一瞬見えたが眠気に襲われ眠ってしまう。後日、かめきちがみさとを車椅子に乗せて散歩に出たのを尾行したすけろくは、人気ない暗闇で彼が抵抗できないみさとの胸を直に触るのを目撃。止めようとしたすけろくはそこが高台であることを忘れてかめきちと揉み合いになり、勢い余って数ｍ下に彼を突き落としてしまう。
病院に運ばれたかめきちは手術により一命を取り留めるが、駆けつけた森夫妻は医者から息子の脳のダメージが大きく後遺症が残ると告げられる。かめきちに大怪我を負わせたすけろくだったが元々の原因はかめきちにあり、その後も森家に住まわせてもらい彼の介護を手伝うことに。しかし数日後、将来を悲観した佳子はすけろくの制止も聞かず重い障害があるかめきちやみさとに虐待行為を行う。その後冷静になり外出先から帰宅した佳子は、国義が若い女性と性行為をしているのを目撃してショックを受ける。
国義の不貞行為が許せない佳子は夫に離婚届を突きつけてみさとを引き取り、知人で弁護士の男性と3人で暮らし始める。その後国義は復縁を迫ろうとするが佳子からは全く相手にされず、逆にみさとの養育費を要求されて途方に暮れる。さらに悪い事に国義が重い糖尿病にかかっていることが発覚し、医者から足の切断を勧められるが今の彼に手術代を払うお金はない。話を聞いたすけろくは師匠のピンチを助けようと唯一金を貸してくれそうな昔の悪い仲間に会って頼み込む。しかし男から渡されたのはなぜか違法薬物で、すけろくは誘惑に負けて薬物を摂取してしまい破滅へと向かっていく。
　　　　 	

## キャスト

### 森家の人たち
森国義
演 - 古田新太
鍛冶職人。妻とは結婚して約20年になる。鍛冶の仕事に誇りを持つが、需要が限られているため稼ぎが少ないことを嘆く。過去の過ちを知った上ですけろくを雇っている。仕事に対しては真摯な人物だが一家の大黒柱としては頼りなく、特にみさとの世話には積極的に関わろうとしない。酒飲みで酔うと刀のことを語りたがる。
佳子
演 - 宮本裕子
国義の妻。専業主婦。一見丁寧な物腰だが結構強引な所があり、自分がこうと決めると勝手に物事を進めてしまう性格。成績優秀なかめきちの将来を期待するが溺愛しており、受験勉強の傍らみさとの世話をする息子を不憫に思う。その反面、みさとにはあまり関心を持っておらず彼女の世話は二の次となっている。
かめきち　
森家の長男。来年に大学受験を控える高校生。母親からは『かめちゃん』と呼ばれている。自他共に認める秀才で、模試で東大文科一類でA判定の評価を受けている。無類の納豆好き、また牛乳にこだわりを持っている。みさとを夜の散歩に連れていくのが日課だが、妹には複雑な感情を持つ。
みさと
演 - 幸田尚恵
森家の長女。詳しくは不明だが、生まれつき脳に障害がありその影響で言語障害と手足にマヒがある状態。言葉は話せないが、日常的に言葉にならない声を発している。1人では歩行できないためかめきちやすけろくなどに車椅子に乗せてもらい散歩に連れて行ってもらっている。お気に入りの赤ん坊の人形をよく抱いている。
すけろく
演 - 畠山勇樹
森家に住み込みで働く鍛冶職人の見習い。21歳。髪型は丸刈り。森家で修行生活をして3年目になるが、早く刀を打つ工程の仕事をしたいと思っている。真面目な性格で思いやりがあり、みさとに対しても好意的に接している。過去に違法薬物の使用及び刃物による傷害の罪で刑務所で過ごした時期がある。

### 森家と関わる人たち
こみや
新聞配達員で毎日朝夕の新聞を配達しに森家に訪れる。夕刊の引き渡しですけろくと顔を合わせており、彼とは同年代ということもあり友達のように親しくしている。同級生なのかは不明だが、以前からの知り合いであるゆみに密かに好意を寄せている。長めの髪の毛を後ろで縛っている。
ゆみ
演 - 亜矢乃
大学生。大学の映像学科に所属し仲間と演劇活動をする。森家とは以前からの顔見知り。刀鍛冶の仕事について知識を得るために数人の演劇仲間と森家に訪れ、国義が仕事をする所を撮影したり刀について話を聞く。その日の夕方偶然こみやと再会し、久しぶりに会話をする。ショートヘアでメガネをかけている。
きとう
演 - ノゾエ征爾
弁護士。佳子の大学時代の友人。佳子の代理人として国義に離婚届のサインをもらいに森家に訪れる。以前から佳子に好意を寄せていたのか不明だが、その後一緒に暮らし始める。佳子が森家を出る時にみさとを引き取ることを決めたのは彼の助言によるもの。オートミールが好きでおやつ代わりに食べている。好きな言葉は「ノーコンプレックス」。
その他
演 - 黒田育世、長谷川寧、山本直樹

## スタッフ
- 監督 - 奥秀太郎
- 脚本 - 奥秀太郎
- 撮影監督 - 与那覇政之
- 美術 - 平澤達朗
- 音楽 - 桑原まこ
- 音響 - 信澤祐介
- 編集 - 溝上水緒
- イラスト - 曽我部修司